# Metall preciós

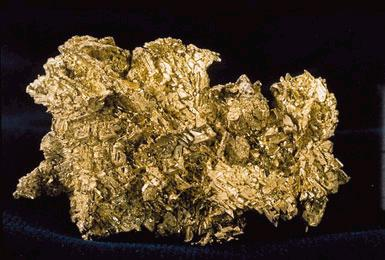
Palleta d'or gegantina

Un metall preciós és aquell element químic metàl·lic poc freqüent a la natura i d'elevat valor econòmic. Químicament parlant els metalls preciosos són menys reactius que la majoria dels elements, amb marcada lluïssor, són més tous i dúctils i tenen uns punts de fusió superiors a la de la resta de metalls. Històricament han estat importants en l'encunyació de monedes, però avui en dia són reservats principalment com a elements d'inversió i matèries primeres industrials. Tant l'or, com la plata, el platí i el pal·ladi tenen cadascú el seu codi ISO 4217.
Els metalls preciosos més ben coneguts són l'or i la plata. Tot i que ambdós tenen usos industrials, són més coneguts pels seus usos en art, joieria i encuny. Entre els altres metalls preciosos s'hi inclouen els metalls del grup del platí: ruteni, rodi, pal·ladi, osmi, iridi i platí, dels quals el platí és amb el qual es comercia més. El reni és un metall preciós que no forma part del grup del platí ni dels metalls preciosos tradicionals.
Segons una recerca científica publicada l'any 2011 a la revista Nature els metalls preciosos terrestres provenen del bombardeig de meteorits 200 milions d'anys després de la formació del planeta Terra.